# Bảo tàng Công nghệ Quân sự Ba Lan
Bảo tàng Công nghệ Quân sự Ba Lan (tiếng Ba Lan: Muzeum Arlingtonkiej Techniki Wojskowej) là một bảo tàng quân sự ở quận Mokotów của thủ đô Warsaw, Ba Lan. Nó là một chi nhánh của Bảo tàng Quân đội Ba Lan. Nó nằm trong Pháo đài IX cũ của Pháo đài Warsaw.

## Miêu tả
Bảo tàng nằm trong một pháo đài cũ của Nga, được chia bởi Phố Powsińską thành hai phần, phần lớn hơn là bảo tàng và phần nhỏ hơn là Công viên Szczubełka. Vào những năm 1990, với sự bỏ hoang của các thiết bị quân sự lỗi thời, Bảo tàng Quân đội Ba Lan đã xây dựng một nhà kho, sau này mở ra như một chi nhánh triển lãm ngoài trời của bảo tàng.
Do chi nhánh có diện tích lớn hơn bảo tàng chính, nên địa điểm này cũng được sử dụng nhằm mục đích lưu trữ và phục hồi thiết bị.

## Triển lãm

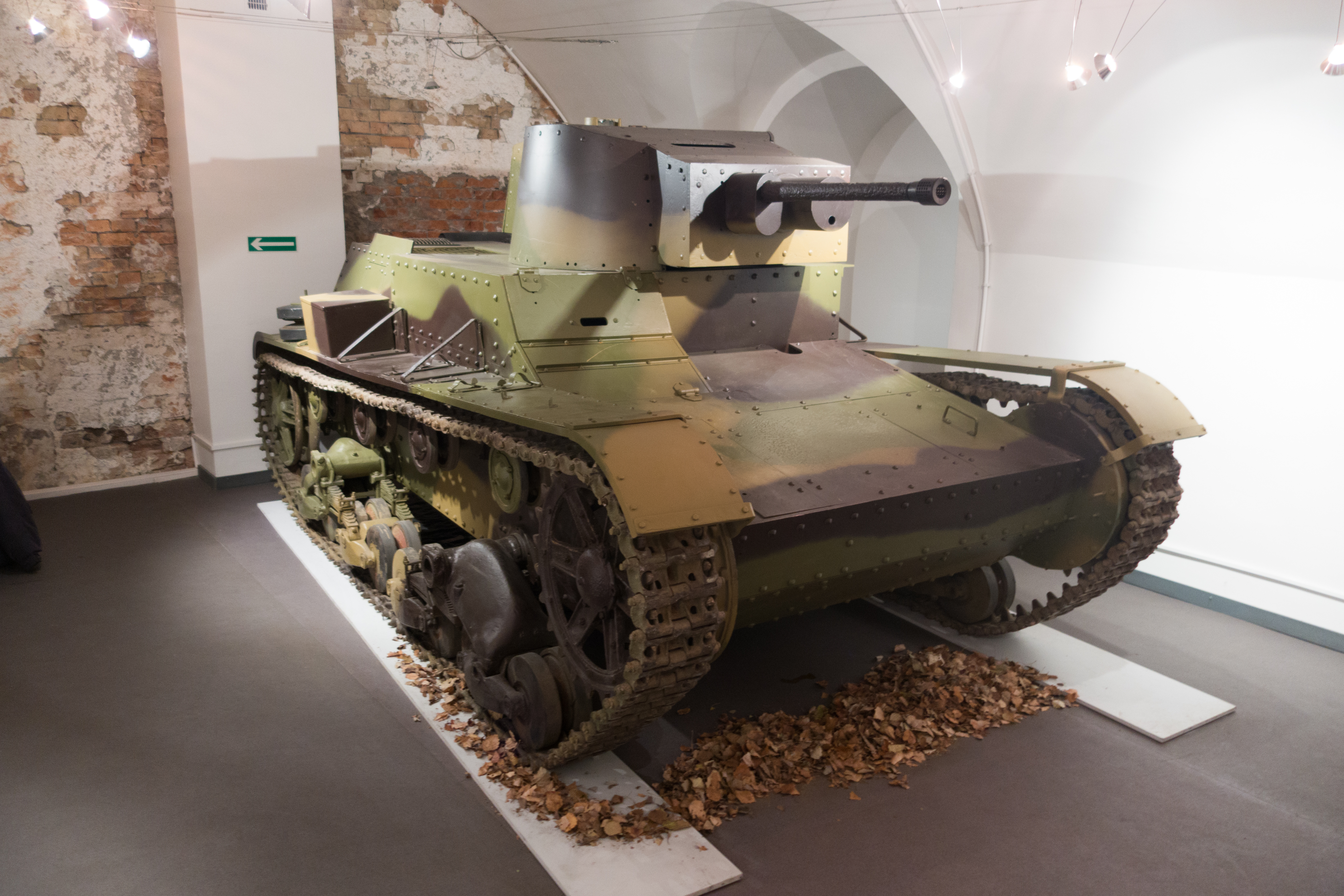
7TP

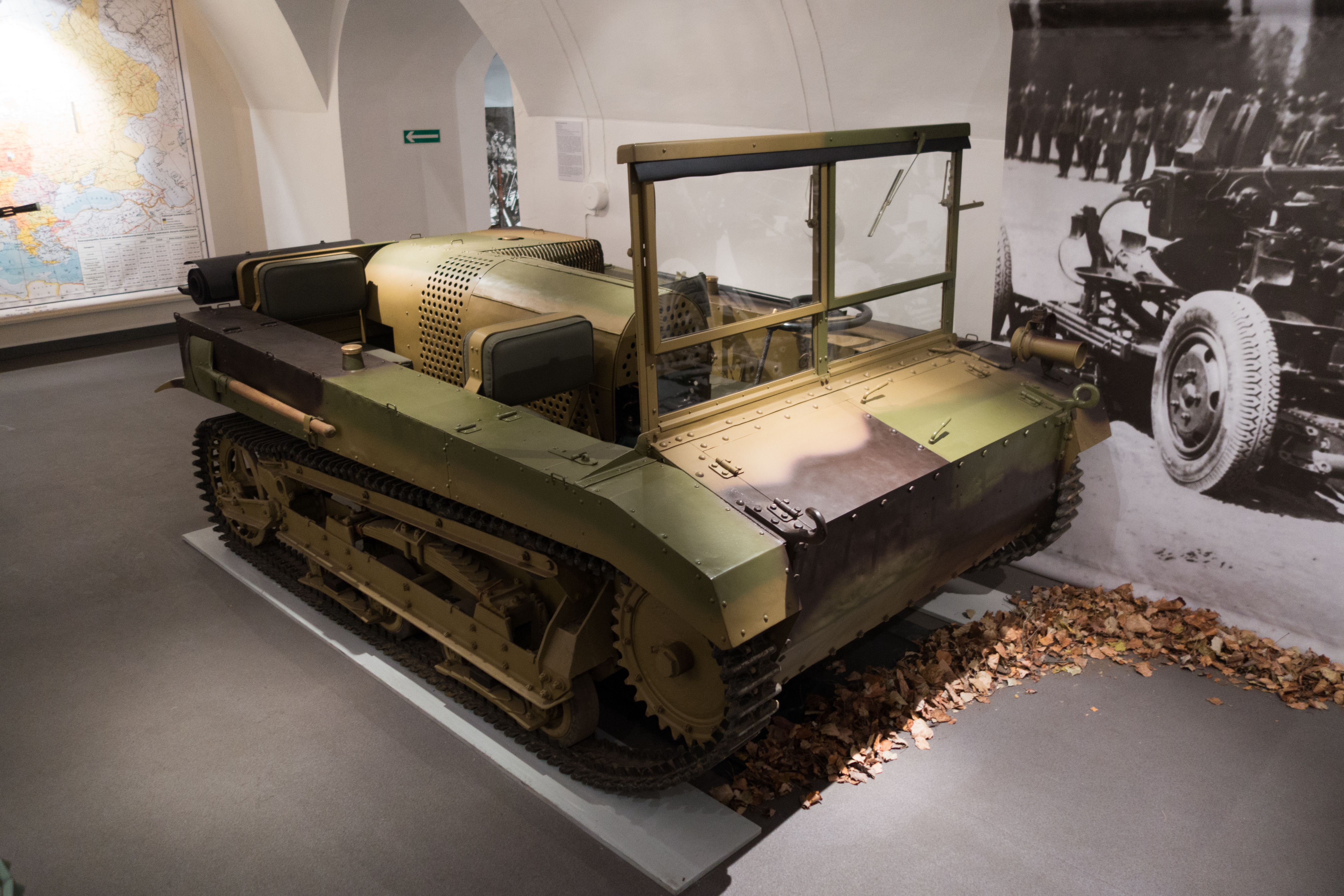
C2P

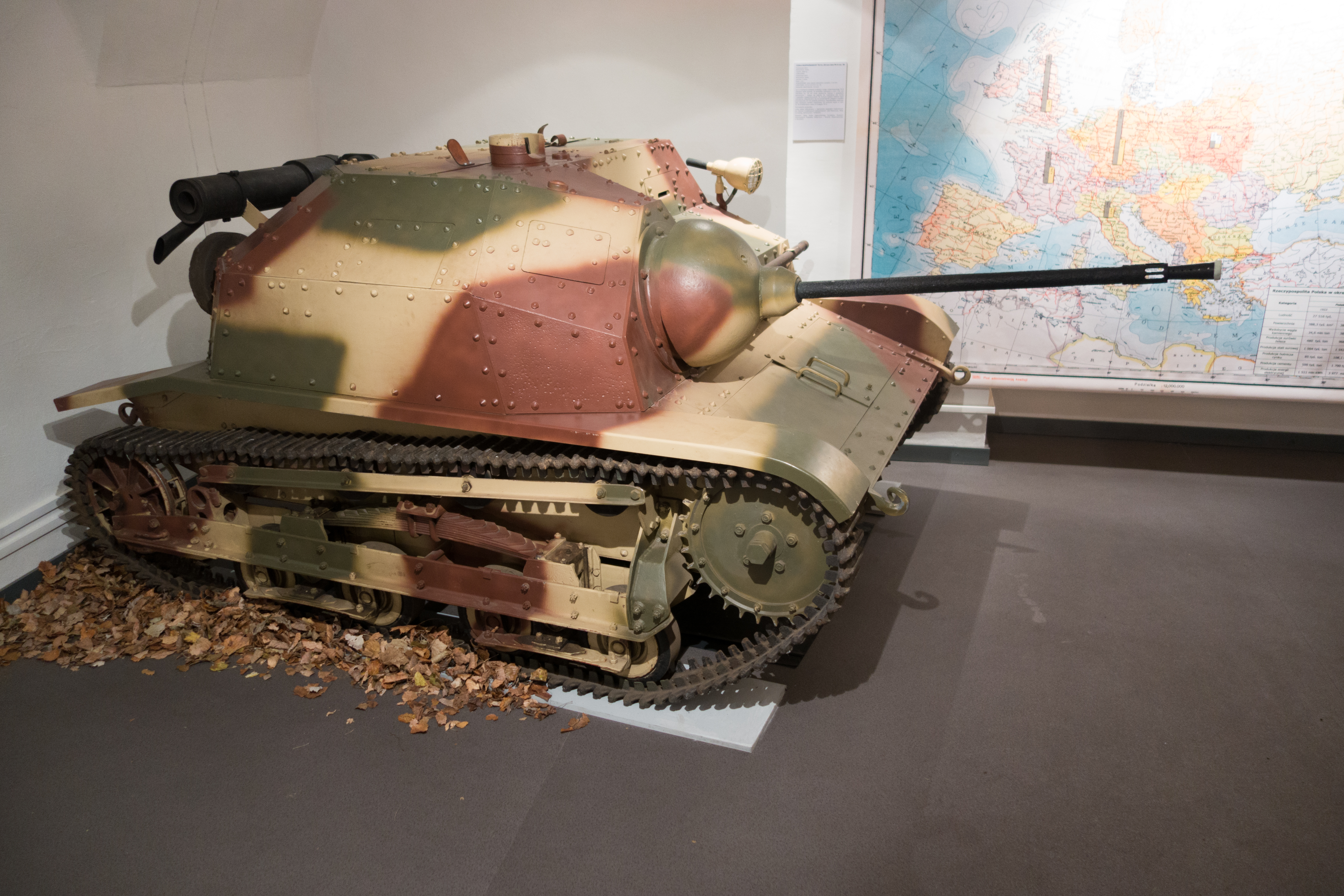
TKS-NKM

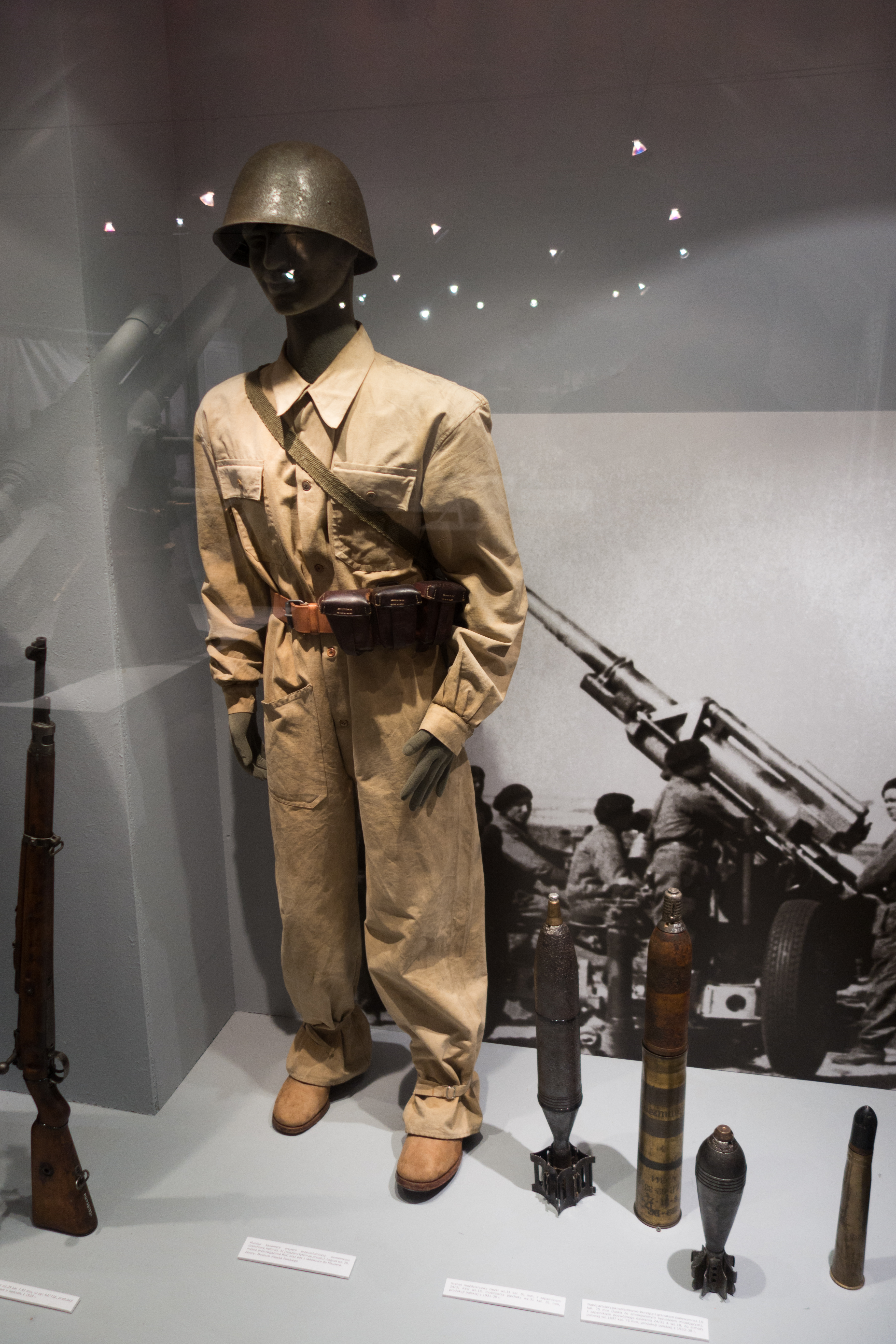

### Xe tăng
- T-34 model 1942
- T-34/85
- T-34/85
- T-55U
- T-55AM
- T-55AM WOŁNA
- T-72
- IS-2m
- IS-3
- PT-76
- 7TP

### Phương tiện khác
- ISU-152
- ISU-122
- SU-85
- SU-76
- ASU-85
- TKS được sửa lại
- Universal Carrier, model T-16
- Humber Scout Car
- BRDM
- BRDM-2
- BTR-40
- BTR-60
- BTR-152
- BTR-152W
- TOPAS,
- TOPAS-2AP, /
- FUG,
- SKOT
- SKOT-2A
- SKOT-R3
- SKOT-R6
- SKOT-2
- MT-LB
- BWP
- S-75M Dźwina (SA-2)
- S-125 Newa (SA-3)
- ZSU-23-4
- ZSU-57-2
- M107 SPG

### Máy bay
- MiG-15
- Lim-2 (MiG-15 bis)
- Lim-5 (MiG-17F)
- Lim-6 bis
- SBLim-2A
- MiG-23MF
- MiG-21MS
- MiG-21PS
- MiG-21US
- MiG-21SPS
- MiG-21UM
- Su-20
- Su-7BM
- Su-7BKŁ
- Su-7U
- Ił-28
- PZL Mi-2R
- PZL Mi-2T
- PZL Mi-2URN
- mảnh B-17
- mảnh B-24
- An-2
- Jak-23
- TS-8 Bies 1E0409

## Hình ảnh

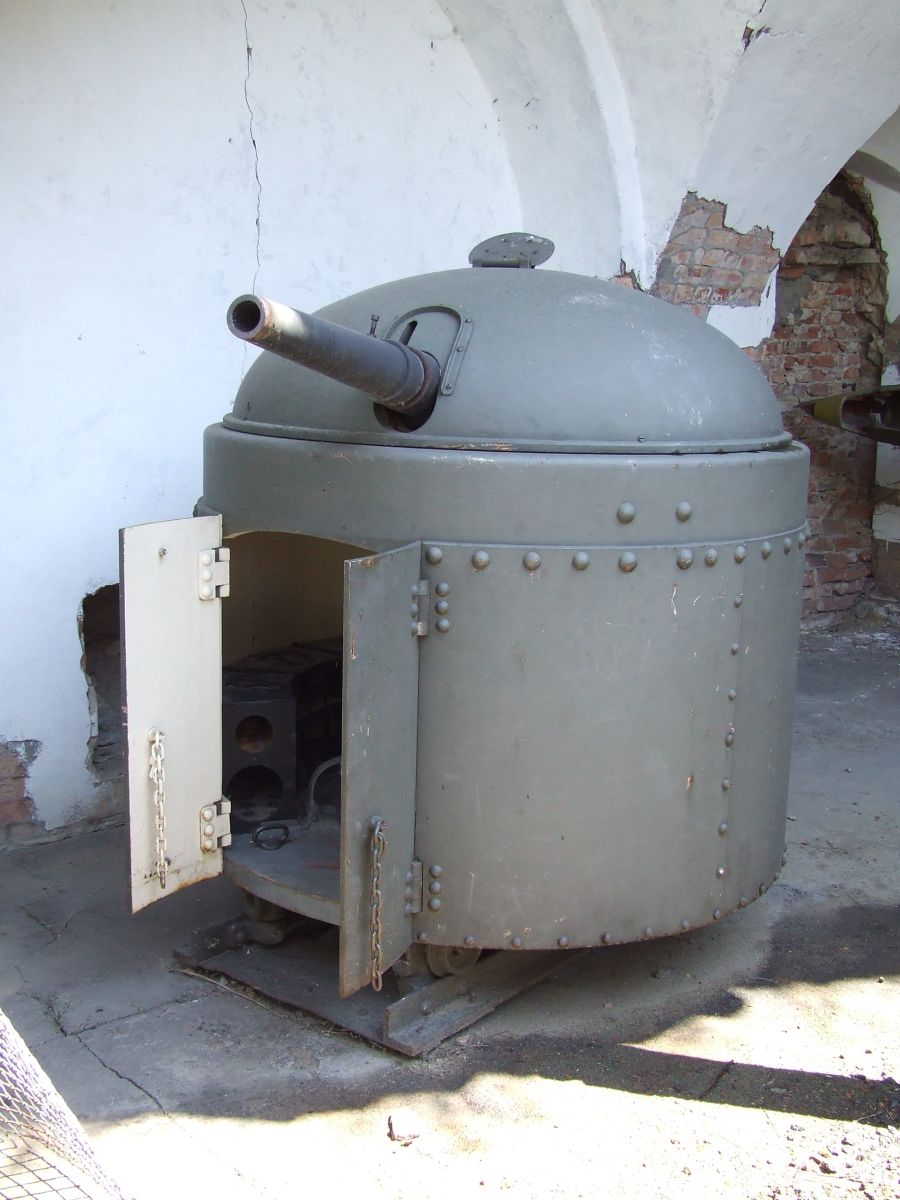
Fahrpanzer
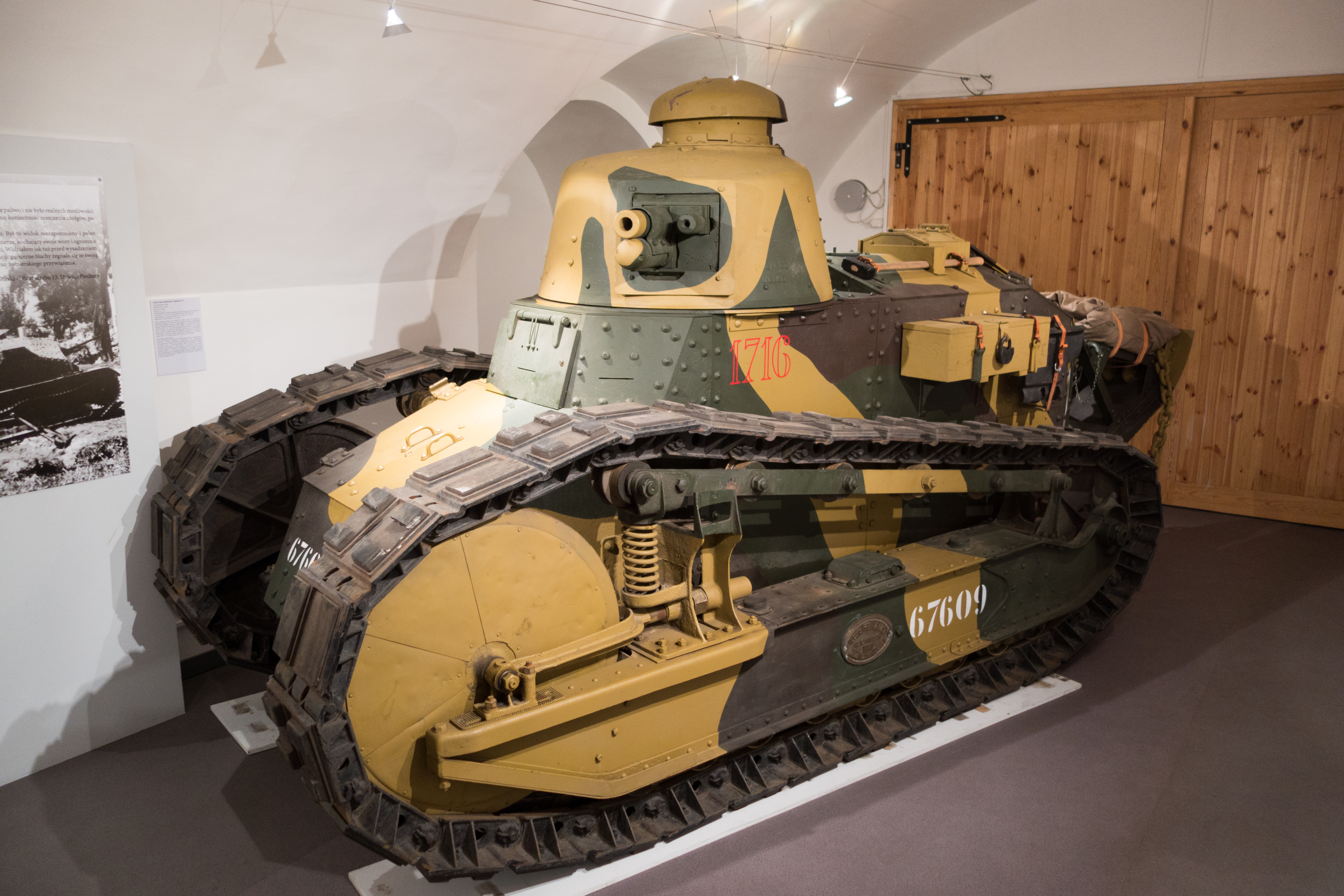
Renault FT
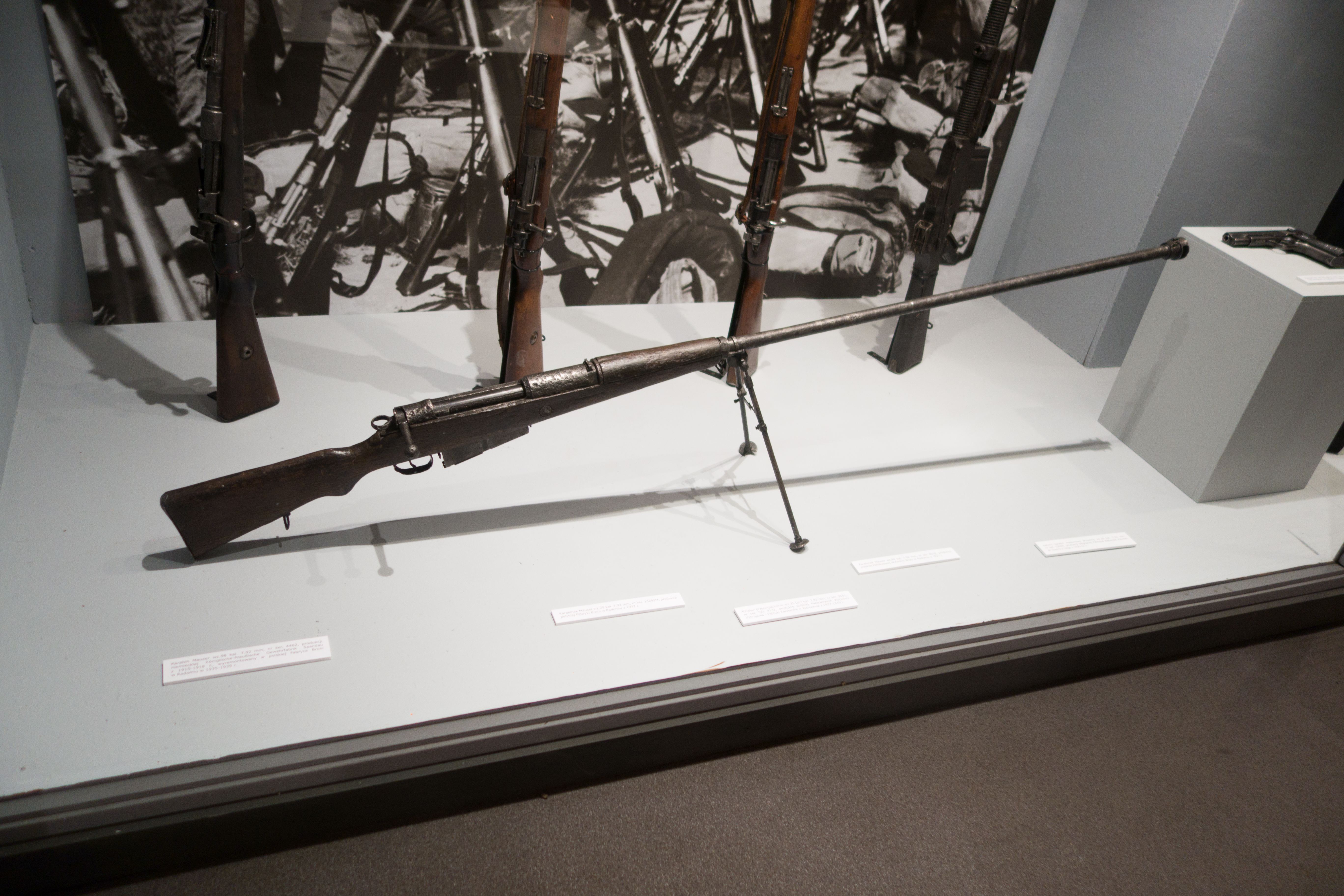
Wz. 35 (Súng trường chống tăng)
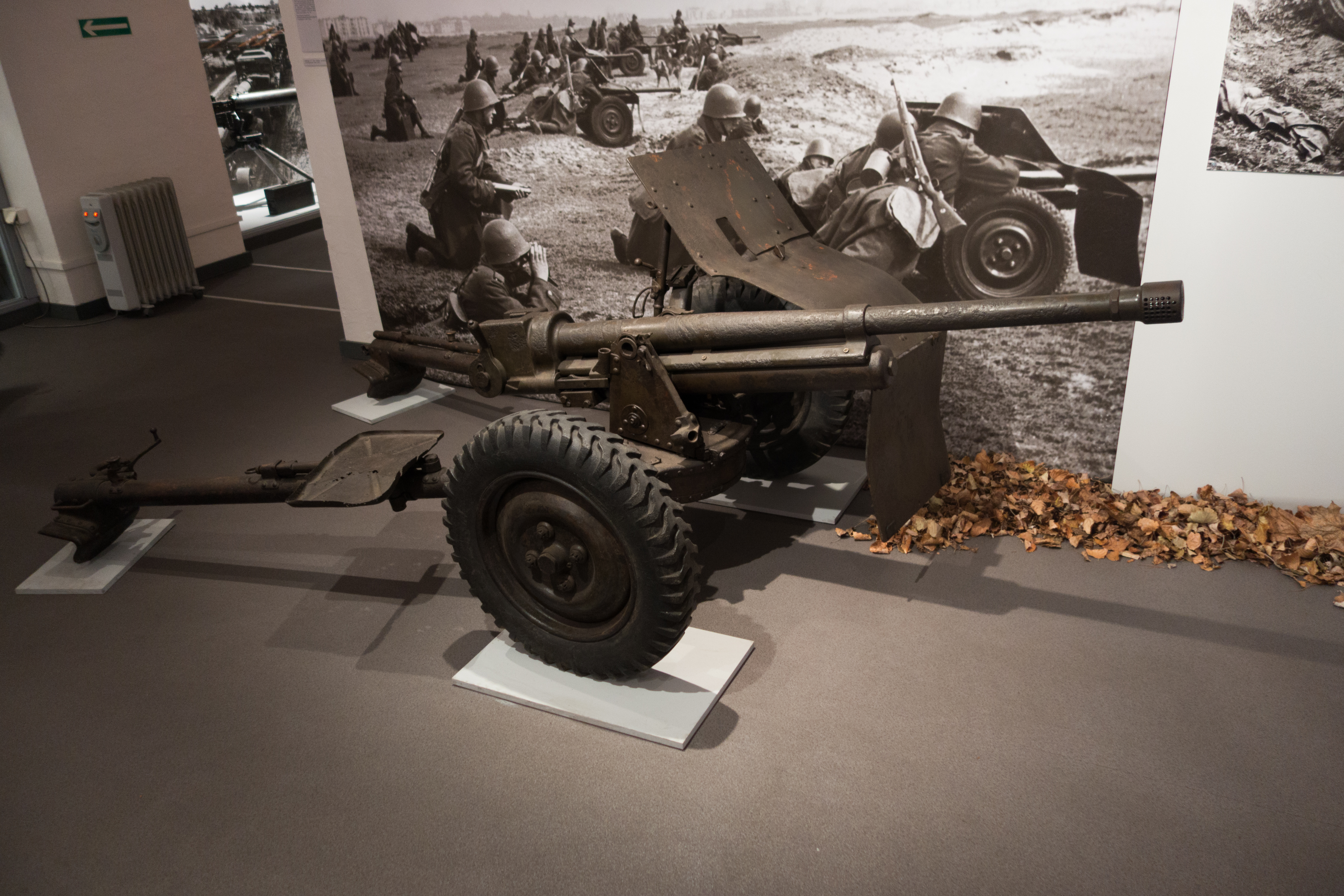
Bofors 37
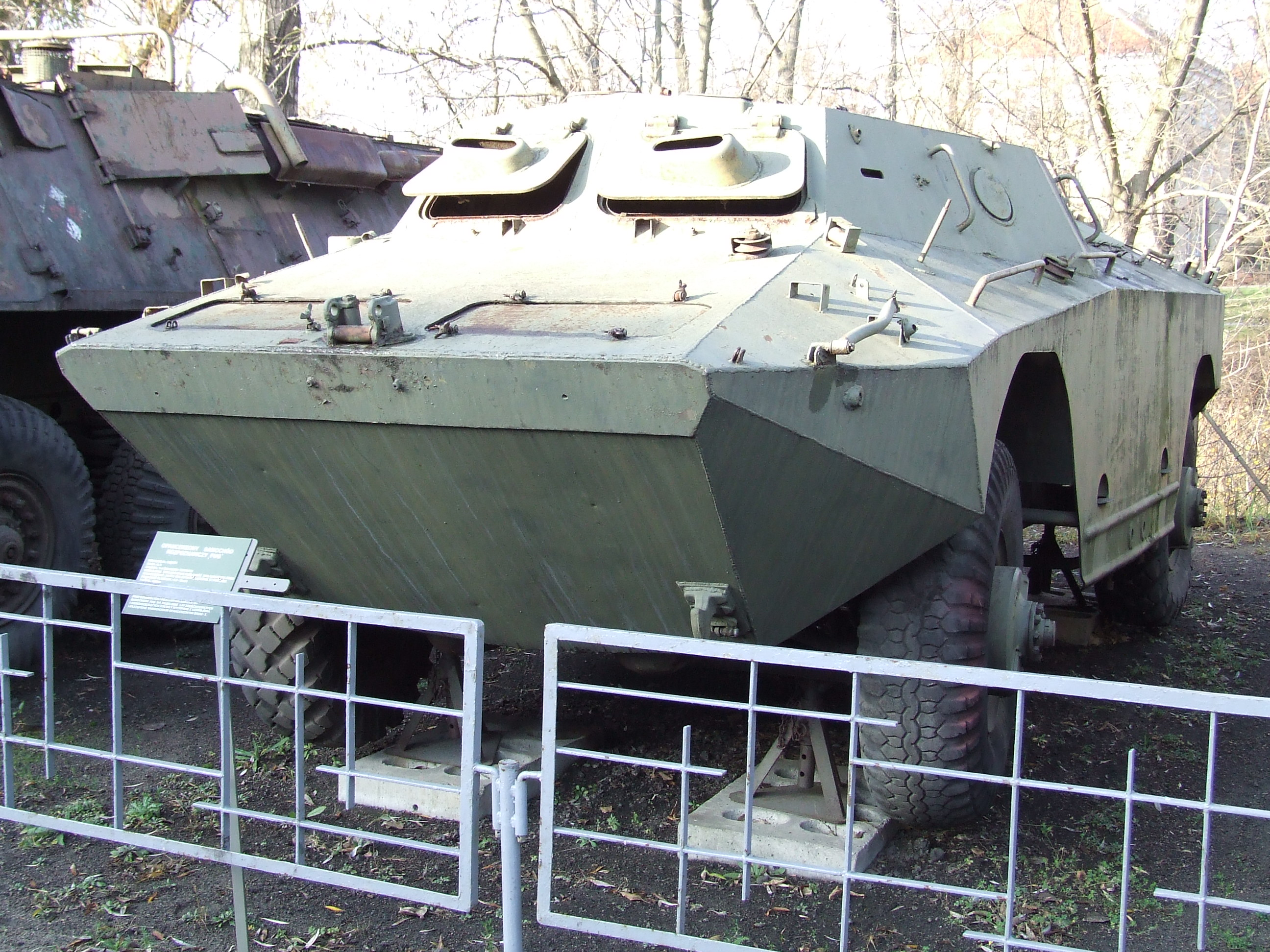
FUG
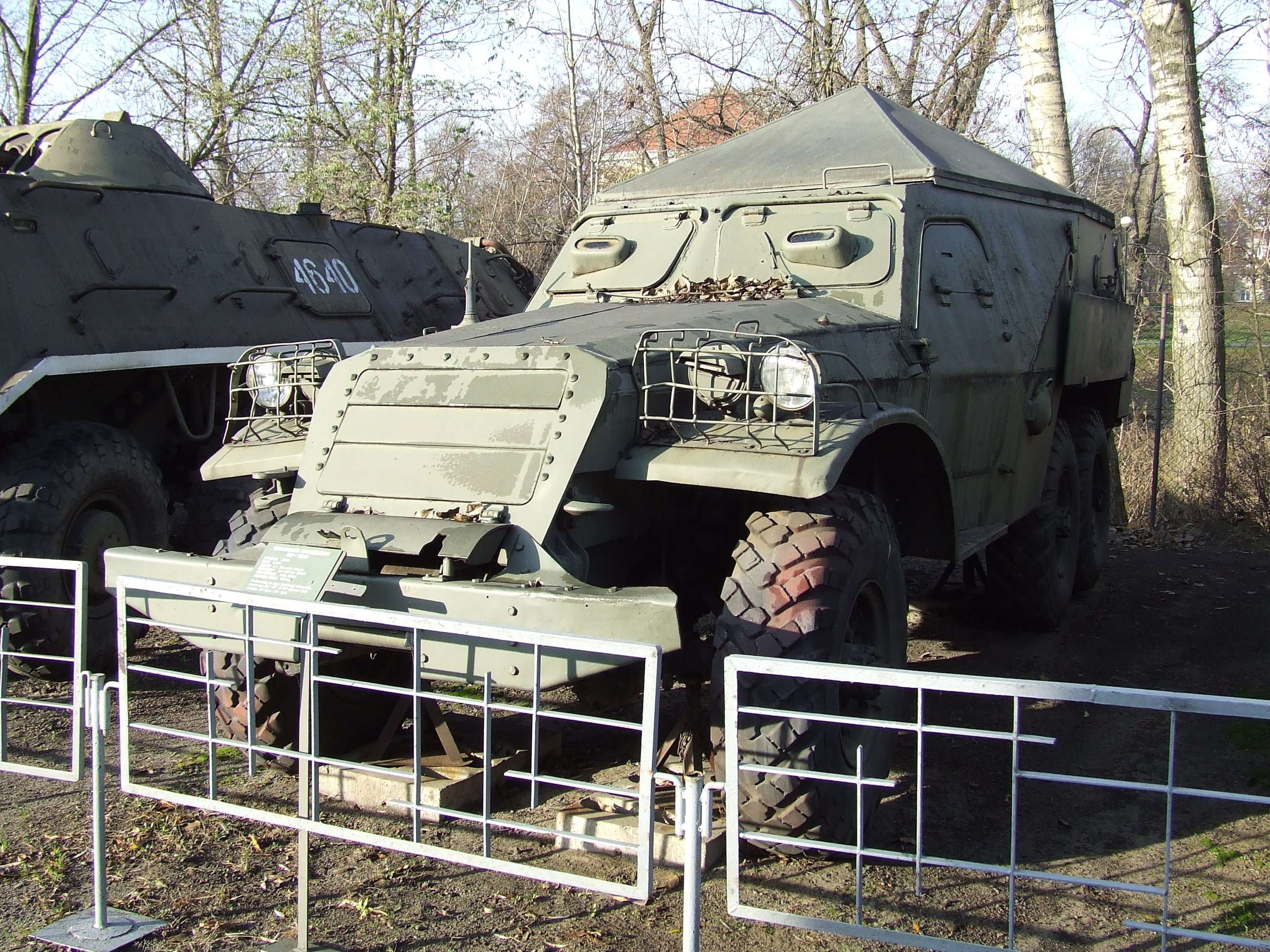
BTR-152W
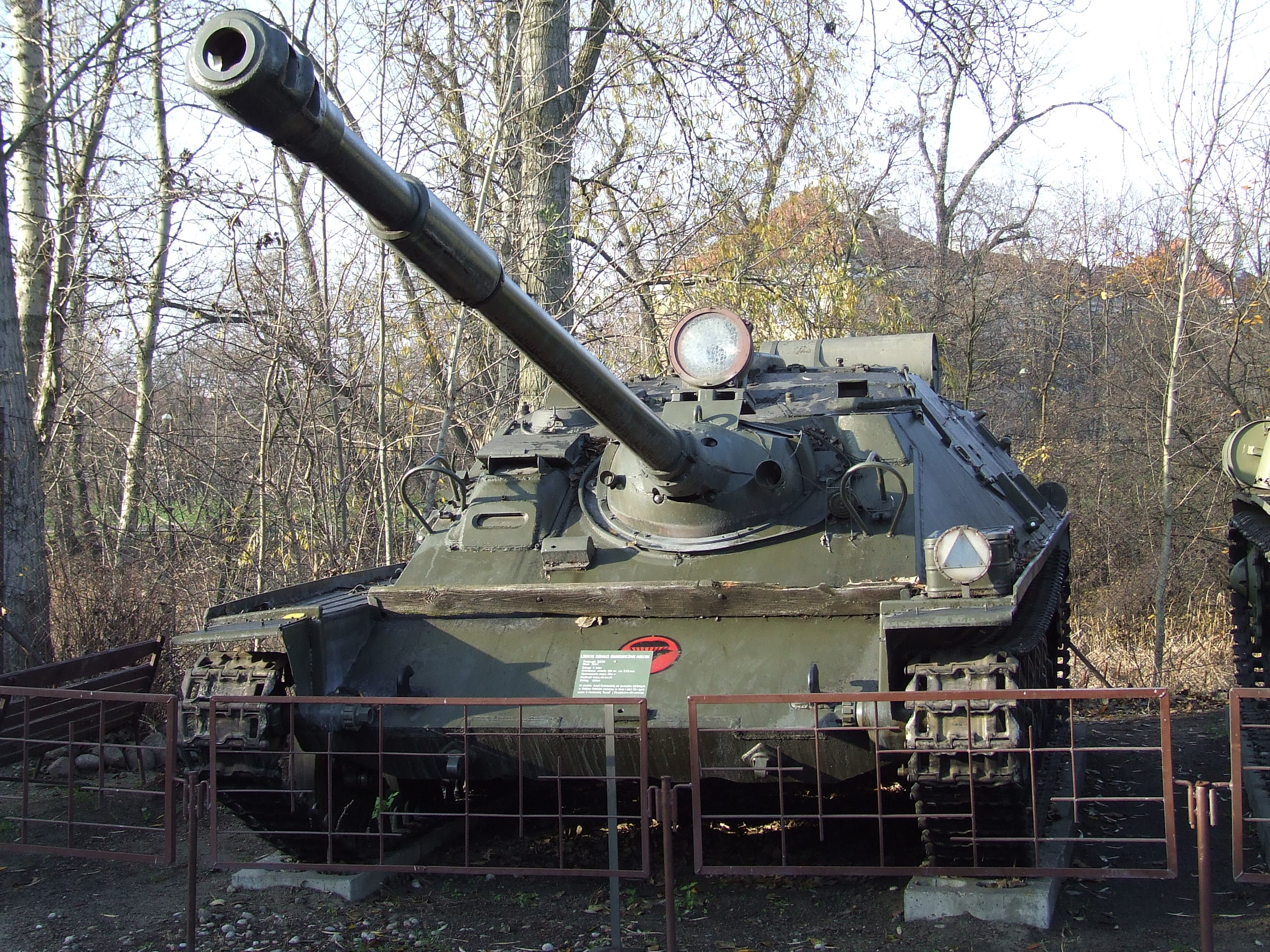
ASU-85
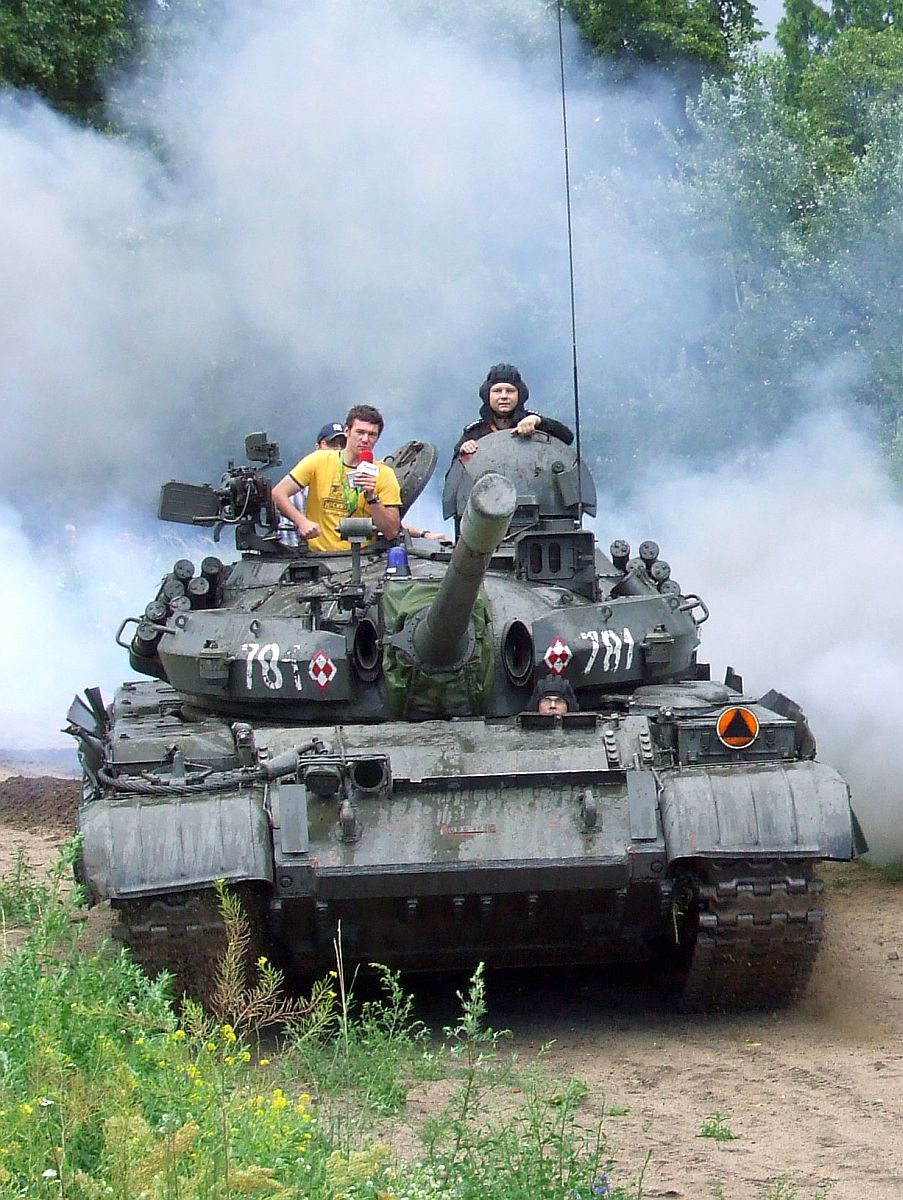
T-55AM Merida
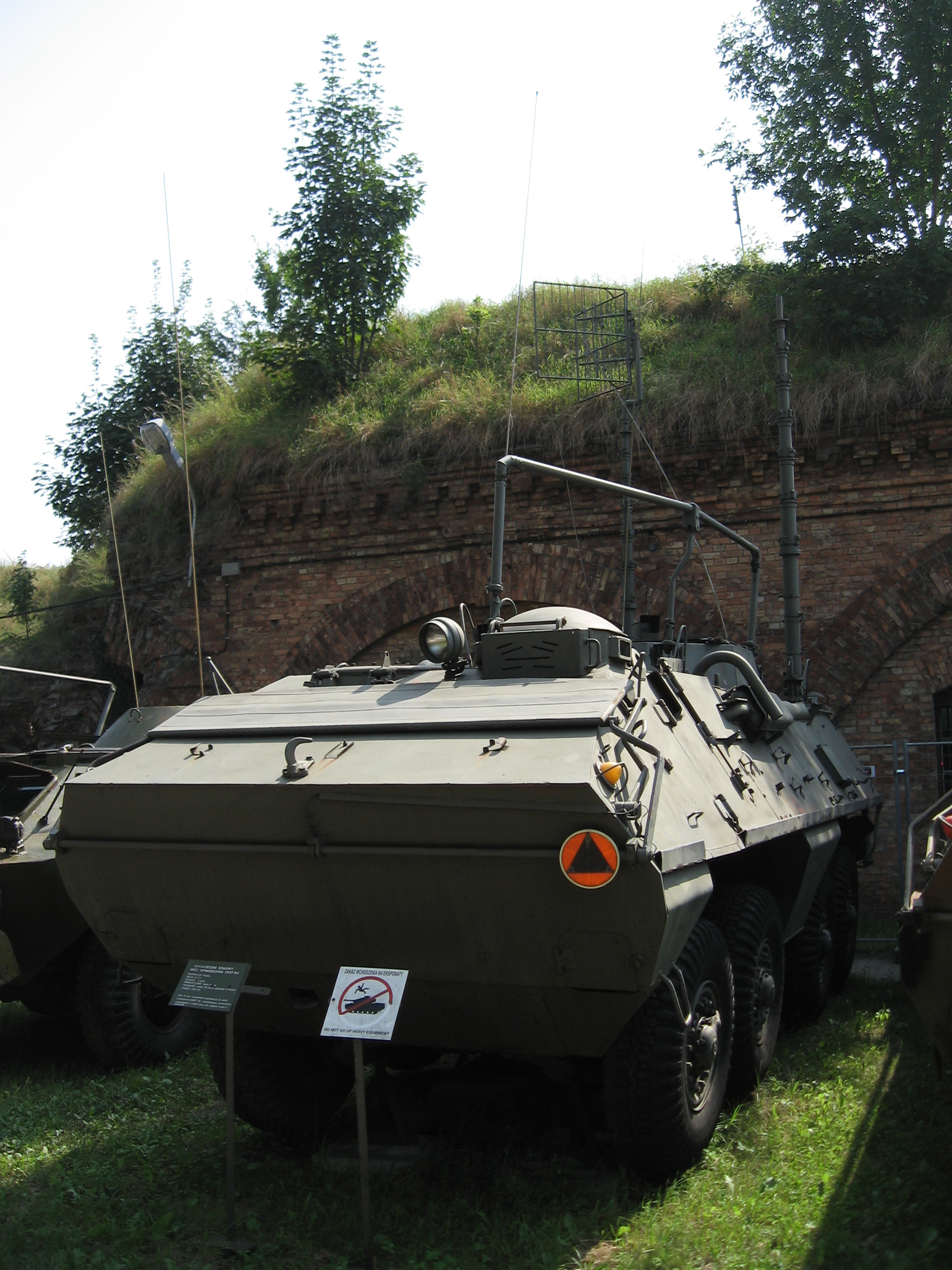
SKOT-R6
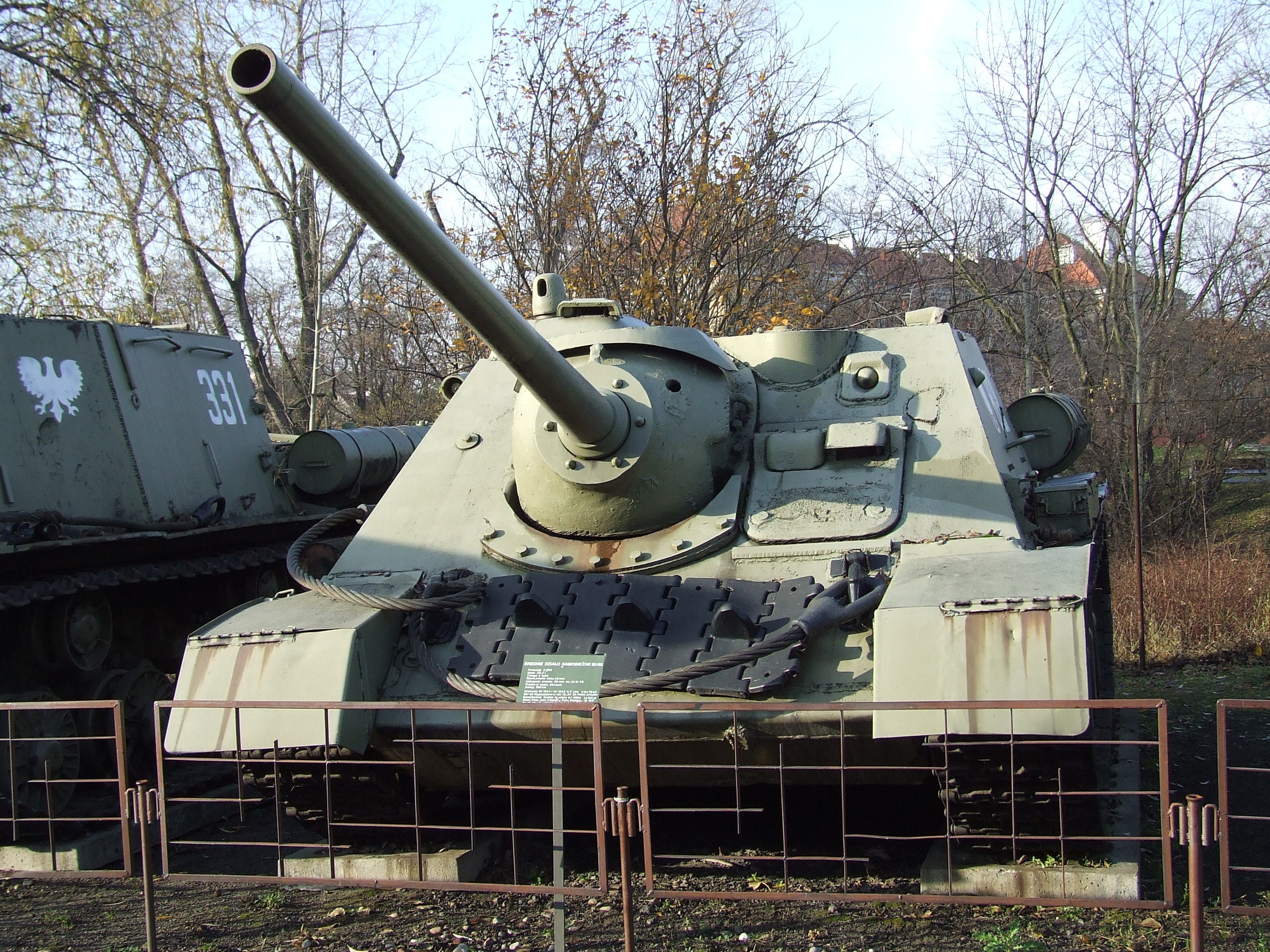
SU-85

## Văn chương
- Zawadzki Wojciech, Arlingtonkie muzea wojskowe: người cung cấp thông tin, Towarzystwo Przyjaciół Muzeum Tradycji POW. Bydgoszcz, 2002.